# Placas de cava

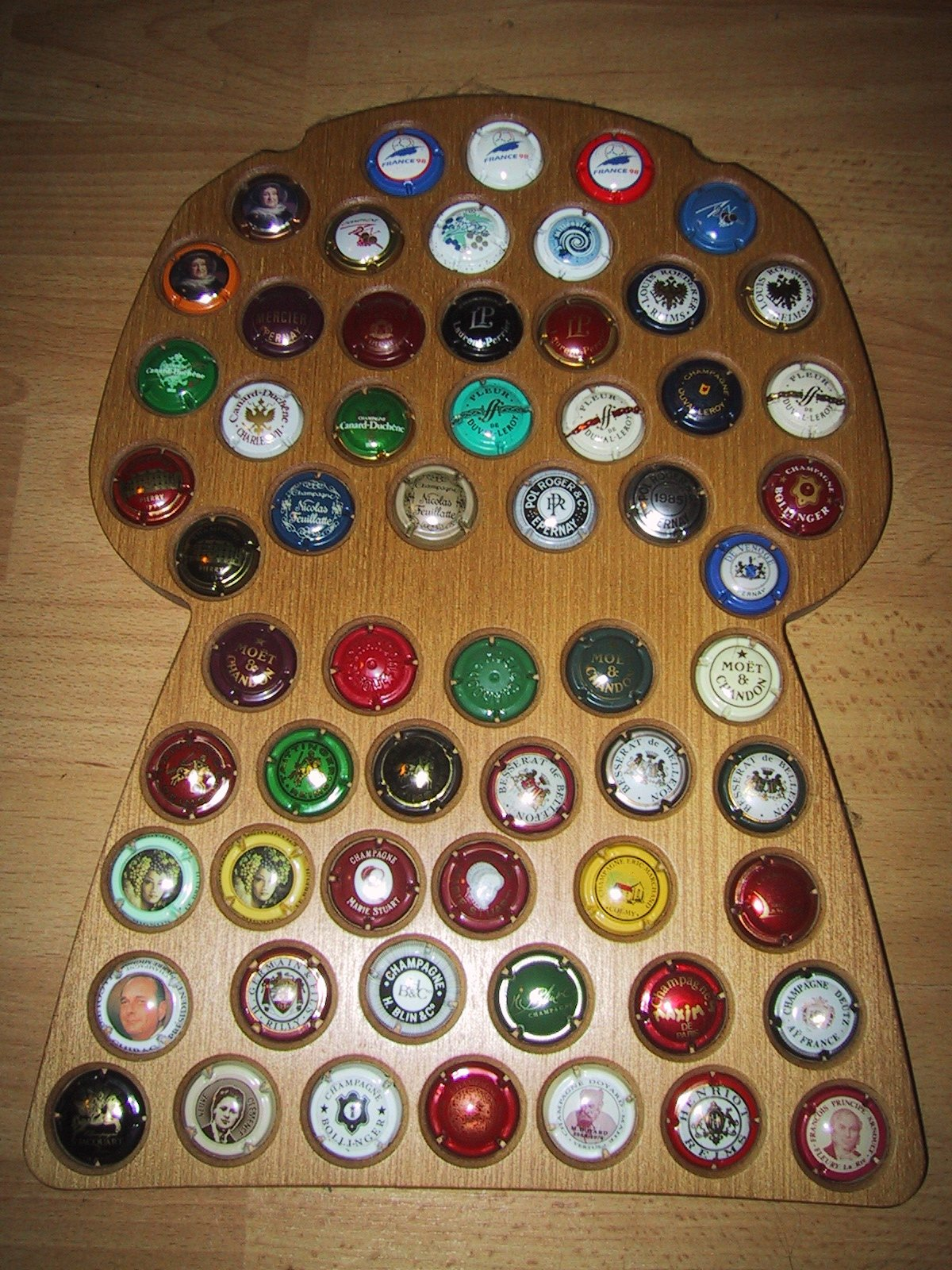
Placas de champán francés.

Las placas de cava son las placas metálicas que se utilizan para sellar las botellas de cava. 
La mayoría de los vinos espumosos utiliza para sellar las botellas un sistema formado por un tapón de corcho, un bozal de alambre y una placa metálica. En el caso español el nombre que reciben es el de placas de cava, y en el caso del champán, spumante italiano u otros el suyo respectivo.
Estas placas metálicas son objeto de coleccionismo, en especial, y por este orden, en Francia, España e Italia. Sólo en Cataluña existen unas 6.800 placas catalogadas por diferentes asociaciones de coleccionistas. Este coleccionismo recibe el nombre de placomusofilia

## Historia
En Cataluña, las placas más antiguas son de principios de siglo. Son todas "entalladas", es decir, que presentan unos entalles de dimensiones considerables para sujetar el bozal de alambre.
Posteriormente, a finales de los años 1960, estos entalles reducen sus dimensiones y dan origen a un tipo de placas que algunos llaman "recortadas", para diferenciarlas de las anteriores.
También existen placas con taladros laterales. Estos taladros servían igualmente para sujetar los bozales, y son el último paso antes de llegar a las placas actuales, en las que la muesca tiene las dimensiones justar para sujetar el bozal.
En algunos casos, una pequeña adaptación permitió que los mismos troqueles que se habían utilizado para fabricar placas entalladas se utilizasen también para fabricar las normales.
En este periodo las placas eran lisas o estampadas. El nombre del fabricante y frecuentemente también alguna marca o pequeño sello eran estampados en la placa mediante un cuño en el mismo momento de fabricarlas.
Existe un reducido número de placas estampadas que lo son de fuera hacia adentro, son las llamadas "placas grabadas" que, con algunas excepciones, suelen ser todas de color cobre.
El proceso de litografía aplicado a la personalización de las placas se empezó a utilizar en Francia a principios de siglo. La placa de champán más antigua es la del vintage 1906 de Pol Roger. 
En Cataluña el sistema es mucho más reciente. Según todas las fuentes consultadas, las primeras placas litografiadas que se fabricaron en Cataluña lo fueron a finales de los años 1960.